# Juvenal Pezolato
Juvenal Pezolato (Lins, 30 de março de 1926 - Santa Bárbara d´Oeste, 12 de agosto de 2019) foi um poeta e político brasileiro. Foi prefeito de Dracena entre 1957 a 1961, tendo implantado toda infra-estrutura na cidade. Com educação primária, contardor prático, foi eleito pelo Correio Paulistano um dos dez melhores prefeitos do estado de São Paulo em 1959.
Além de ter realizado carreira política, foi líder de empresários na abertura de áreas de terras no estado de Mato Grosso e, também é poeta. É casado com Emilia Scheleger Pezolato.